# Nightcrawlers (band)
Nightcrawlers er et projekt med den britiske Dance/House-producere John Reid.

## Diskografi
- Push The Feeling On  (1994)